# Heidi (1995)
Heidi é uma curta-metragem de animação nipo-americana baseada na literatura infantojuvenil Heidi escrita por Johanna Spyri. O filme foi produzido pela Jetlag Productions e distribuído em DVD entre 2002 pela GoodTimes Entertainment, como parte da linha "Collectible Classics". O filme foi originalmente lançado diretamente em vídeo em 1995.

## Canções
- "Start with a Smile"
- "This is Home"
- "The Very Best of Friends"